# Vaterländisch Weinlied, WAB 91
Vaterländisch Weinlied (Chant patriotique du vin), WAB 91, est une œuvre chorale composée par Anton Bruckner en 1866, lors de son séjour à Linz.

## Historique
Bruckner a composé cette œuvre, en même temps que le Vaterlandslied, sur un texte de six strophes d'August Silberstein en novembre 1866, lors de son séjour à Linz, à la demande de Anton M. Storch. L'œuvre a été exécutée par la Liedertafel Frohsinn le 13 février 1868 sous la baguette de Bruckner,,.
Le manuscrit original est perdu, mais une copie est archivée à l'Österreichische Nationalbibliothek. L'œuvre a d'abord été publiée dans le Wiener Compositionalbum par Emil Berté en 1892. Ensuite, en septembre 1894, elle a été publiée avec un autre texte de Bibamus comme Eine Wein-Legende (Une légende du vin) dans le Neues Wiener Journal,.
L'œuvre est éditée dans le Volume XXIII/2, no 21 de la Bruckner Gesamtausgabe.

## Texte
Le Vaterländisch Weinlied utilise un texte d'August Silberstein.
| Wer möchte nicht beim Rebensaft Des Vaterlands gedenken? Ein Lebehoch aus voller Kraft Wollen wir ihm schenken! Wie die Reben Mög' sich's heben In dem Streben auf zum Licht! | Qui ne voudrait pas, en buvant le jus du raisin, Commémorer la patrie ? Nous voulons lui donner Des toasts en pleine puissance ! Comme les vignes Qu'il s'élève Dans l'aspiration à la lumière ! |

## Composition
L'œuvre de 12 mesures ut majeur est conçue pour chœur d'hommes (TTBB) - ein Trinklied mit höherem moralische Hintergrund (une chanson à boire avec un fondement de grande éthique), qui présente une singulière empreinte avec des inflexions inattendues et des harmonies austères dans un court laps de temps.

## Discographie
Il n'y a qu'un seul enregistrement du Vaterländisch Weinlied :
- Thomas Kerbl, Männerchorvereinigung Bruckner 12, Weltliche Männerchöre – CD : LIVA 054, 2012 – 1re et 6e strophes

## Sources
- Anton Bruckner – Sämtliche Werke, Band XXIII/2: Weltliche Chorwerke (1843-1893), Musikwissenschaftlicher Verlag der Internationalen Bruckner-Gesellschaft, Angela Pachovsky et Anton Reinthaler (Éditeurs), Vienne, 1989
- Cornelis van Zwol, Anton Bruckner 1824-1896 – Leven en werken, uitg. Thot, Bussum, Pays-Bas, 2012.  (ISBN 978-90-6868-590-9)
- Uwe Harten, Anton Bruckner. Ein Handbuch. Residenz Verlag, Salzbourg, 1996.  (ISBN 3-7017-1030-9).
- Crawford Howie, Anton Bruckner - A documentary biography, édition révisée en ligne